# Athens (Santa Lucía)
Athens es una localidad de Santa Lucía, que forma parte del distrito de Dennery.